# Radula tectiloba
Radula tectiloba là một loài rêu trong họ Radulaceae. Loài này được Stephani mô tả khoa học đầu tiên năm 1888.